# Xã Green, Quận Morgan, Indiana
Xã Green (tiếng Anh: Green Township) là một xã thuộc quận Morgan, tiểu bang Indiana, Hoa Kỳ. Năm 2010, dân số của xã này là 3.520 người.